# Acorde

Intervalos musicales, mostrados sobre el pentagrama con la nota do como tono fundamental.
U = unísono (dos notas iguales)
m2 = de segunda menor
M2 = de segunda mayor (o segunda, simplemente)
m3 = de tercera menor
M3 = de tercera mayor
P4 = de cuarta perfecta o justa (o cuarta, simplemente)
TT = de tritono (de cuarta aumentada o quinta disminuida)
P5 = de quinta perfecta o justa (o quinta, simplemente)
m6 = de sexta menor (quinta aumentada)
M6 = de sexta mayor (o sexta, simplemente)
m7 = de séptima menor (o séptima, simplemente)
M7 = de séptima mayor
P8 = de octava perfecta o justa.
Con la segunda nota en la siguiente octava y manteniendo la fundamental se genera el intervalo de novena, que equivale con una octava de diferencia al de segunda mayor, el de undécima, que equivale al de cuarta perfecta, el de decimotercera, que equivale al de sexta mayor, etc.

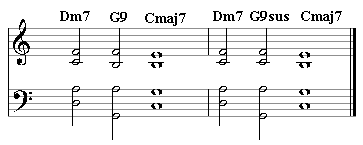
Progresión armónica de 6 acordes (en inglés). Nótese que en este ejemplo, al estar escrito a cuatro voces, en las notas del pentagrama, el acorde de sol con novena (G9) tiene la quinta omitida y que al acorde de sol con novena y cuarta suspendida (G9sus) se le ha omitido la tercera.

En música y teoría musical, un acorde consiste en un conjunto de tres o más notas diferentes (tocadas al mismo tiempo) y que constituyen una unidad armónica. En determinados contextos, un acorde también puede ser percibido como tal aunque no suenen todas sus notas. Pueden formarse acordes con las notas de un mismo instrumento o con notas de diferentes instrumentos (incluyendo la voz humana) tocados a la vez, incluso con notas de distintas octavas. 
Formalmente, un acorde de sistema tonal posee entre tres y siete notas, las cuales pueden pertenecer a la misma o a diferentes octavas. Cada tipo de acorde puede presentar, como tono fundamental, cualquiera de las doce notas musicales (do, re♭, re, mi♭, mi, fa, sol♭, sol, la♭, la, si♭, si). Este tono fundamental, conocido como «nota fundamental» o «fundamental» (que muchas veces es incorrectamente llamado «tónica», confundiendo acorde con escala y tonalidad) constituye la referencia para sus intervalos.
Las combinaciones de dos notas suelen llamarse díadas; las de tres, tríadas; las de cuatro, tetradas; las de cinco, quintíadas; las de seis, sextíadas; y las de siete, septíadas.
A una sucesión de acordes se la denomina progresión armónica. En un motivo o tema las progresiones armónicas determinan en líneas generales el camino que debe seguir la música de acompañamiento y, el que, en bastante medida, suele seguir la melodía principal, que por razones de armonía debe y suele adaptarse en cierto grado al fondo musical. Además, constituyen normalmente un elemento invariable entre diferentes versiones o variaciones, con los mismos o con diferentes instrumentos, de un mismo tema musical. Por ello, es típico «resumir» el acompañamiento de una pieza musical en sus acordes básicos para luego poder interpretarla libremente con dichos acordes como guía, sin perder la esencia de la composición; es decir, sin que esta deje de ser identificable. Esta es la norma en la que se basaba el bajo continuo. En sentido inverso, también es típico componer una pieza para uno o varios instrumentos partiendo de la creación de una progresión de acordes.
Los acordes más complejos, de 5 o más notas, se utilizan con frecuencia, además de en la música artística, en géneros musicales como la canción melódica contemporánea, y, con especial frecuencia, en el flamenco y el jazz.

## Historia
Los acordes surgieron a partir del organum de la iglesia medieval, que reflejaba los diferentes registros vocales. En su forma escrita más antigua, que se encuentra en el tratado Musica enchiriadis (c. 900), el organum consistía en dos líneas melódicas que se movían simultáneamente nota tras nota. El organum se desarrolló aún más con la notación en pentagrama establecida por el monje Guido d'Arezzo (c. 1025).

## Intervalos y sus secuencias

Diagrama de los intervalos musicales de la escala cromática en la primera octava a partir de una tónica.
El intervalo de sexta bemol (6^{}) también se conoce como de sexta menor.
El intervalo de séptima bemol (7^{}) también se conoce como de séptima menor.
El intervalo de séptima justa (j7) también se conoce como de séptima mayor.

La secuencia total de intervalos posibles, basándonos en la escala cromática (do - do♯/re♭ - re - re♯/mi♭ - mi - fa - fa♯/sol♭ - sol - sol♯/la♭ - la - la♯/si♭ - si) (en notación anglosajona: C - C♯/D♭ - D - D♯/E♭ - E - F -
F♯/G♭ - G - G♯/A♭ - A - A♯/B♭ - B - C)  es la siguiente (distancia interválica en semitonos entre corchetes):
- (Fundamental) [1] segunda bemol [1] segunda [1] tercera menor [1] tercera (mayor) [1] cuarta [1] quinta bemol [1] quinta (justa) [1] quinta aumentada [1] sexta [1] séptima (menor) [1] séptima mayor [1] (octava) [1] novena bemol [1] novena [1] novena aumentada [1] undécima bemol [1] undécima [1] undécima aumentada [1] (decimosegunda) [1] decimotercera bemol [1] decimotercera [1] decimotercera aumentada [1] (decimocuarta).

Según esto, la distancia entre la fundamental y la decimocuarta en estado fundamental ―véase Inversiones, más abajo― es de 23 semitonos (dos octavas completas menos un semitono).

### Intervalos en la notación anglosajona
La notación anglosajona para los acordes, de uso muy extendido, está basada en la escala mixolidia, que equivale a la escala diatónica en modalidad mayor y con la séptima nota subtónica:
- do - re - mi - fa - sol - la - si para la tonalidad de do;
- do ♯ - re ♯ - mi ♯ (fa) - fa ♯ - sol ♯ - la ♯ - do para la tonalidad de do sostenido;
- re - mi - fa ♯ - sol - la - si - do ♯ para la tonalidad de re;
- mi ♭ - fa - sol - la' '♭ - si ♭ - do - re para la tonalidad de mi bemol;
- mi - fa ♯ - sol ♯ - la - si - do ♯ - mi ♭ para la tonalidad de mi;
- fa - sol - la - si ♭ - do - re - mi para la tonalidad de fa; etc.

La secuencia de intervalos utilizada en esta notación, cuando no se indica ninguna alteración, equivale a una serie de terceras superpuestas ―una a continuación de la otra― que abarca de 3 a 7 notas de entre las de la escala descrita. La serie de terceras es la siguiente:
- (Fundamental) - tercera - tercera menor - tercera menor - tercera mayor - tercera menor - tercera mayor.

Y, por lo tanto, la secuencia de intervalos resultantes es la siguiente (entre corchetes se indica la distancia interválica en semitonos):
- (Fundamental) [4] tercera (mayor) [3] quinta (justa) [3] séptima (menor) [4] novena [3] undécima [4] decimotercera.

De tal modo, un acorde de fa novena constará de las siguientes notas:
- fa - la - do - mi ♭ - sol (las 4 primeras terceras de la serie descrita, en la tonalidad de fa).

Y un acorde de fa decimotercera constará de las siguientes notas:
- fa - la - do - mi ♭ - sol - si ♭ - re (las 6 terceras de la serie descrita, en la tonalidad de fa).

Cada alteración, aumentando o disminuyendo en un semitono, de uno o más de los intervalos anteriormente descritos, produce un tipo de acorde diferente dentro de la misma tonalidad (en nuestros ejemplos, tonalidad de fa). Así pues, si en el ejemplo anterior disminuimos la tercera en un semitono y aumentamos la quinta en otro semitono, obtendremos el acorde de fa menor decimotercera con quinta aumentada, que constará de las notas siguientes:
- fa - la ♭ - do ♯ - mi ♭ - sol - si ♭ - re (compárese con el ejemplo anterior del fa decimotercera).

Por regla general, el propio nombre del acorde indica directamente las alteraciones de la serie de terceras que este presenta. No obstante, existen algunas excepciones de nombres menos intuitivos: acorde menor (presenta la tercera menor), acorde aumentado (quinta aumentada), acorde disminuido (tercera menor y quinta disminuida), con cuarta suspendida (tercera aumentada, o, dicho de otro modo, la tercera sustituida por una cuarta), novena mayor (es a la séptima a la que se refiere ese «mayor», es decir, presenta la séptima mayor), undécima mayor (ibidem), decimotercera mayor (ibidem), etc. En la sección Tipos de acordes posibles y su nomenclatura anglosajona se explica esta notación con mayor profundidad.

## Modalidades o modos

### Acordes
Un acorde es una combinación de al menos tres notas. Es importante conocer los acordes porque ellos son los que definen el tono en el que se toca toda una canción.
Por su estructura, no todo instrumento musical puede tocar un acorde. Los instrumentos de aliento (trompeta) o percusión (tambor) pueden tocar una sola nota, por naturaleza no pueden tocar dos notas al mismo tiempo. Los instrumentos de cuerda, como el piano o la guitarra, o los instrumentos de percusión con muchas notas, como el xilófono, sí. Esto no significa que tres instrumentos de aliento no puedan juntarse y combinar sus sonidos para formar un acorde. 
Además, es necesario saber que hay muchos acordes. Los básicos siendo mayores y menores, pero las variantes se pueden construir con tanta facilidad que cualquier lista sería realmente larga. Es mucho más fácil entender la teoría.

### Cómo hacer un acorde de tríada
Un acorde de tríada tiene tres notas:
- La primera, llamada «fundamental», que le da el nombre.
- La siguiente, conocida como «tercera», más allá de si es menor o mayor.
- La última, denominada «quinta»", indistintamente de si es justa, disminuida o aumentada.

Do mayor en estado fundamental. Tríada : do mi sol. El intervalo entre las dos primeras notas desde la izquierda (do y mi, respectivamente) define su carácter de acorde mayor.

Fa sostenido (o sol bemol) menor (con las notas fa sostenido, la y do sostenido), aquí mostrado en segunda inversión. En este ejemplo, las notas que definen su carácter de acorde menor son la segunda (la nota fundamental) y la tercera (fa y la, respectivamente).

.

### Acordes mayores
Un acorde es mayor (también se dice que es de modalidad mayor o de modo mayor) cuando, estando en estado fundamental, es decir, no siendo ninguna inversión, la distancia interválica entre el tono o grado fundamental del acorde y la tercera corresponde a una tercera mayor, es decir, a dos tonos. Ejemplos de acorde mayor:
- Acorde de do mayor = do - mi - sol (entre el do y el mi hay una tercera mayor). Cifrado C-E-G.
- Acorde de la mayor = la - do♯ - mi (entre el la y el do♯ hay dos tonos). Cifrado A-C#-E.
- Acorde de si séptima (si mayor séptima) = si - re♯ - fa♯ - la (el si y el re♯ están separados por dos tonos).
- Acorde de re con decimotercera (re mayor decimotercera) = re - fa♯ - la - do - mi - sol - si (de nuevo encontramos dos tonos entre el re y el fa♯).

Nótese que no dejan de ser acordes mayores las inversiones correspondientes, como, en el caso del acorde de do mayor, mi - sol - do o sol - do - mi.
Los acordes mayores incluyen a estos tres sonidos. Para hacer los demás, solo es necesario transportarlos de una escala a la otra:
C – E – G
El acorde recibe el nombre de su nota base o raíz. En esta lista, de do mayor a si mayor:
- C - E - G -  DO-MI-SOL-.
- C♯ - E♯ - G♯ o D♭ – F – A♭ DO♯ - FA - SOL♯. RE♭ - FA - LA♭.
- D - F♯ - A   RE - FA♯ - LA.
- E♭ - G - B♭   MI♭ - SOL - SI♭.
- E - G♯ - B   MI - SOL♯ - SI.
- F - A - C   FA - LA - DO.
- F♯ - A♯ - C♯ o G♭ - B♭ - D♭ FA♯-LA♯-DO♯. O   G♭ - SI♭ - RE♭.
- G - B - D   SOL - SI - RE.
- G♯ - B♯ - D♯ o A♭ - C - E♭  SOL♯ - SI♯ - RE♯.
- A - C# - E   LA - DO# - MI.
- A♯ - C♯ - E♯  o B♭ - D - F  LA♯ - RE - FA.
- B - D♯ - F♯    SI - RE♯ - FA♯.

### Acordes menores
Un acorde es menor (también se dice que es de modalidad menor o de modo menor) cuando, estando en estado fundamental, es decir, no siendo ninguna inversión, la distancia interválica entre el grado fundamental del acorde y la tercera corresponde a una tercera menor, es decir, a un tono más un semitono. Ejemplos de acorde menor son:
- Acorde de do menor = do - mi ♭ - sol (entre el do y el mi ♭ hay una tercera menor).
- Acorde de la menor = la - do - mi (entre el la y el do hay un tono y un semitono).
- Acorde de fa menor novena mayor = fa - la♭ - do - mi - sol (el fa y el la♭ aparecen separados por tres semitonos).
- Acorde de la ♭ menor sexta = la ♭ - do ♭ - mi ♭ - fa (hay un tono y medio entre el la ♭ y el do ♭).

Nótese que no dejan de ser acordes menores las inversiones correspondientes, como, en el caso del acorde de la menor, do - mi - la o mi - la - do.
Los acordes menores incluyen a estos tres sonidos. Para hacer otros, solo necesitas transportar de una escala a otra:
- A – C – E

Nuevamente, el acorde recibe el nombre de su raíz. En esta lista, de la menor a sol menor:
- A – C – E
- A♯ – C♯ – E♯ o B♭ – D♭ – F
- B – D – F♯
- C – E♭ – G
- C♯ – E – G♯ o D♭ – F♭ – A♭
- D – F – A
- D♯ – F♯ – A♯ o E♭ – G♭ – B♭
- E – G – B
- F – A♭ – C
- F♯ – A – C♯ o G♭ – B♭♭ – D♭
- G – B♭ – D
- G♯ – B – D♯ o A♭ – C♭ – E♭

### Variantes
Con un acorde mayor se pueden construir fácilmente las siguientes variantes:
- Bajar la tercera un semitono para obtener un acorde menor C Eb G.
- Elevar la quinta un semitono para obtener un acorde aumentado C E G#.
- Cambiar la tercera por una cuarta justa para obtener un acorde suspendido de cuarta C F G.
- Cambiar la tercera por una segunda mayor para obtener un acorde suspendido de segunda C D G.
- Añadir una cuarta nota al acorde mayor, un tono antes de la octava, para obtener un acorde séptimo C E G Bb.
- Añadir una cuarta nota al acorde mayor, un semitono antes de la octava, para obtener un acorde mayor séptimo C E G B.
- Añadir una cuarta nota al acorde menor, un tono antes de la octava, para obtener un acorde menor séptimo C Eb G Bb.
- Añadir una cuarta nota al acorde mayor, un tono después de la octava, para obtener un acorde noveno C E G D.
- Añadir una cuarta nota al acorde menor, un tono después de la octava, para obtener un acorde menor noveno C Eb G D.
- Bajar un semitono el quinto grado de un acorde menor, para obtener un acorde disminuido C Eb Gb.
- Bajar un semitono la quinta de un acorde menor, añadir una séptima menor, para obtener un acorde semidisminuido C Eb Gb Bb.

Los acordes se tocan o bien con las tres notas en simultáneo o en muy cortas sucesiones, llamadas arpegios. Para completar un acorde, solo se necesita lograr que estas tres (o más) notas estén presentes en la melodía, en cualquier orden que se necesite o desee. Así, para tocar un do mayor, por ejemplo, se pueden tocar las notas que lo componen (C – E – G) al mismo tiempo o una tras otra, en ese orden (es decir, siendo do la nota más baja) u otro (C – E – G, E – G – C, G – C – E, etc.), lo que se conoce como inversiones.

## Acordes de tríada

Tipos de tríadas.

Los acordes tríadas se generan cuando se superponen (poniendo una a continuación de la otra) dos terceras mayores o menores (ver Intervalo). Existen cuatro combinaciones posibles en función del orden de esa superposición:
Tríada mayor
Formada por la fundamental, su tercera mayor y su quinta justa (tercera mayor y quinta justa superpuestas).
Ej.: do mayor = do, mi y sol. C E G.
Tríada menor
Formada por la fundamental, su tercera menor y su quinta justa (tercera menor y quinta justa superpuestas).
Ej.: do menor = do, mi♭ y sol (acorde de do menor); la menor = la, do y mi (acorde de la menor). C Eb G. y A C E.
Tríada con quinta disminuida
Formada por la fundamental, su tercera menor y su quinta disminuida (tercera menor y quinta disminuida superpuestas).
Ej.: do disminuido = do, mi♭ y sol♭; si disminuido = si, re y fa. C Eb Gb. B D F.
Tríada con quinta aumentada
Formada por la fundamental, su tercera mayor y su quinta aumentada (tercera mayor y quinta aumentada superpuestas).
Ej.: do aumentado = do, mi y sol♯. C E G#.

## Acordes de séptima

Do disminuido con séptima disminuida en estado fundamental. Es un acorde de séptima disminuida.

Do sostenido (o re bemol) menor séptima en estado fundamental. Es un acorde menor con séptima menor.

Do séptima mayor con quinta aumentada, en estado fundamental. Es un acorde aumentado con séptima mayor.

Los acordes de séptima ―o acordes con séptima― son un tipo de tétrada o cuatríada que se generan superponiendo tres terceras mayores o menores (ver Intervalo). Este tipo de acordes son utilizados en estilos de música más complejos como el Jazz, blues, ritmos Latinos como la bossa nova, el funk y clásico. Existen ocho combinaciones posibles en función del orden en el que aparezcan los intervalos de terceras mayores y menores:
- Acorde de séptima disminuida (o acorde disminuido con séptima): tres terceras menores (fundamental, tercera menor, quinta disminuida y séptima disminuida (igual a sexta mayor), correspondientes a las siguientes distancias interválicas: 0 semitonos, 3 semitonos, 3 semitonos y 3 semitonos).
  - Ej.: sol sostenido disminuido con séptima (Sol♯dim7, G♯dim7) = sol♯, si, re y fa en estado fundamental. G# - B - D - F.
  - Ej.: si disminuido con séptima (Sidim7, Bdim7) = si, re, fa y la♭ en estado fundamental. B - D - F - Ab.

También son representados con un círculo "°" después de la nota que nombra al acorde. Ejemplo: G°. Para acordes disminuidos con séptima menos, los acordes semidisminuidos (explicados más adelante), se sitúa el mismo círculo después de la nota, pero cruzado con una diagonal de derecha a izquierda, de abajo arriba “ø”. 
El acorde de séptima disminuida es un recurso musical muy utilizado en determinados estilos. Trasladando de tres en tres semitonos cualquier postura que contenga estas notas, se obtendrá cada vez un nuevo acorde con las mismas notas que el anterior y la fundamental rotada.
En la guitarra, la postura más común y sencilla para este acorde, y muy fácil de trasladar, está en las cuatro primeras cuerdas: 4.ª al aire, 3.ª en el primer traste, 2.ª al aire y 1.ª en el primer traste.
Dentro de los acordes disminuidos, existe otro con una séptima menor, llamado semidisminuido (Por ejemplo, para Sol disminuido, las notas serían las siguientes: G, B♭, D♭, F)
- Acorde de séptima de sensible (o semidisminuido): dos terceras menores y una tercera mayor (fundamental, tercera menor, quinta disminuida y séptima menor, correspondientes a las siguientes distancias interválicas: 0 semitonos, 3 semitonos, 3 semitonos y 2 tonos).
  - Ej.: Si menor séptima con quinta bemol (Sim7♭5, Bm7♭5) = si, re, fa y la en estado fundamental. B - D - F - A.
- Acorde menor con séptima menor: una tercera menor, una mayor y una menor (fundamental, tercera menor, quinta justa y séptima menor, correspondientes a las siguientes distancias interválicas: 0 semitonos, 3 semitonos, 2 tonos y 3 semitonos). 
  - Ej.: re menor séptima (Rem7, Dm7) = re, fa, la y do en estado fundamental. D - F - A - C.
- Acorde menor con séptima mayor: una tercera menor y dos mayores (fundamental, tercera menor, quinta justa, séptima mayor, correspondientes a las siguientes distancias interválicas: 0 semitonos, 3 semitonos, 2 tonos y 2 tonos). 
  - Ej.: la menor séptima mayor (LamMaj7, AmMaj7) = la, do, mi y sol♯ en estado fundamental. A - C - E - G♯.
- Acorde mayor con séptima menor (o dominante con séptima): una tercera mayor y dos menores (fundamental, tercera mayor, quinta justa, séptima menor, correspondientes a las siguientes distancias interválicas: 0 semitonos, 2 tonos, 3 semitonos y 3 semitonos).
  - Ej.: sol séptima (Sol7, G7) = sol, si, re y fa en estado fundamental. G - B -D - F.
- Acorde mayor con séptima mayor: una tercera mayor, una menor y una mayor (fundamental, tercera mayor, quinta justa y séptima mayor, correspondientes a las siguientes distancias interválicas: 0 semitonos, 2 tonos, 3 semitonos y 2 tonos).
  - Ej.: do séptima mayor (DoMaj7, CMaj7) = do, mi, sol y si en estado fundamental. C - E - G - B.
- Acorde aumentado con séptima mayor: dos terceras mayores y una menor (fundamental, tercera mayor, sexta menor, séptima mayor, correspondientes a las siguientes distancias interválicas: 0 semitonos, dos tonos, dos tonos y 3 semitonos).
  - Ej.: do séptima mayor con quinta aumentada (DoMaj7♯5, CMaj7+5). = do, mi, sol♯ y si en estado fundamental. C - E - G# - B.
- Acorde aumentado con séptima aumentada: tres terceras mayores (fundamental, tercera mayor, sexta menor y octava, correspondientes a las siguientes distancias interválicas: 0 semitonos, 2 tonos, 2 tonos y 2 tonos). Este acorde realmente es un acorde de 3 notas, ya que la séptima, al estar aumentada, desaparece por convertirse en octava, equivalente armónicamente al tono fundamental.
  - Ej.: do aumentado (Do+, C+) = do, mi, sol♯ (y si♯ (=do)) en estado fundamental. C - E - G# - B#.

Nótese que no dejan de ser acordes de séptima las inversiones correspondientes, como, en el caso del acorde de sol séptima, si - re - fa - sol (primera inversión), re - fa - sol - si (segunda inversión) o fa - sol - si - re (tercera inversión).

## Tensiones y acordes de cinco o más notas

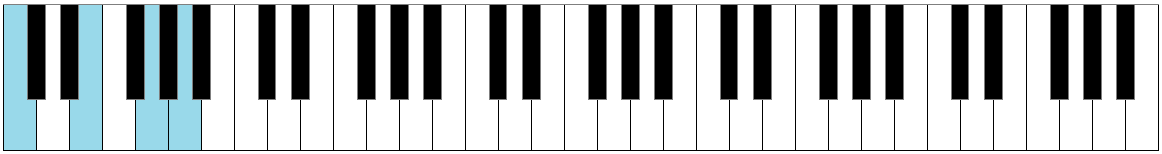
Do sexta, estado fundamental, posición cerrada.

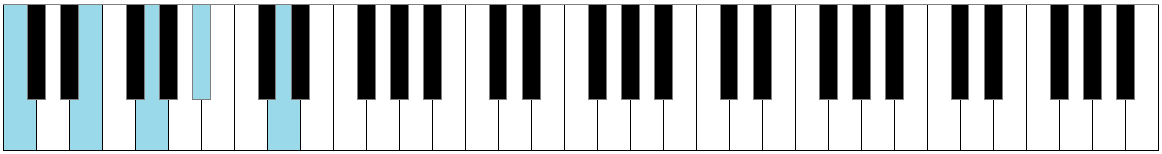
Do novena, estado fundamental, posición cerrada.

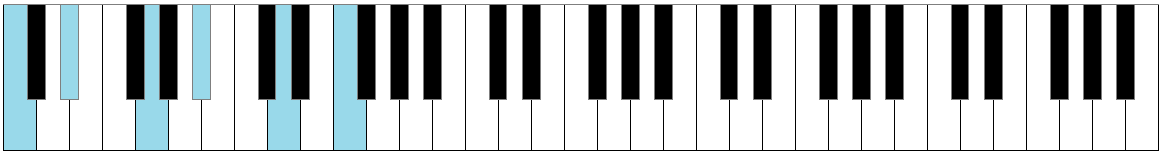
Do menor undécima, estado fundamental, posición cerrada.

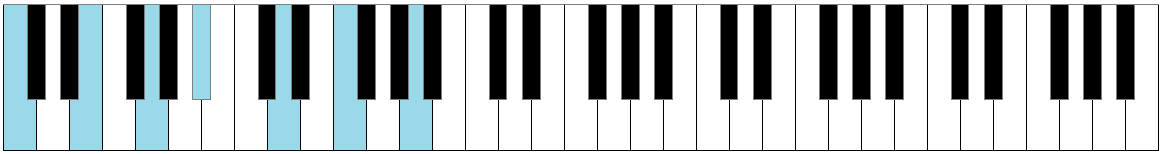
Do decimotercera, estado fundamental, posición cerrada.

Las tensiones a partir de los acordes de tétrada (algunos consideran la séptima como una tensión) pueden clasificarse de mayor a menor importancia subiendo terceras desde la séptima, siguiendo el modelo de escala en que está ubicado el acorde. Son las siguientes:
- Segunda o novena: más comúnmente llamada novena, porque crea una gran disonancia al estar en la misma octava que la fundamental, y se suele colocar una octava por encima. Usada como segunda propiamente dicha podría incluso dar lugar a confusión al identificar el acorde en oídos poco experimentados.

Existen numerosas posibilidades combinando inversiones y omisiones. Por ejemplo, en un acorde de do novena mayor con la quinta omitida (do - mi - si - re), la novena (re) por graves (do - re - mi - si) se realzaría como fundamental, y sería perfectamente explicable pues la fundamental (do) corresponde a la séptima del re, la tercera del do (mi) corresponde a la novena del re (justo una octava por encima) y la séptima mayor del do a la sexta del re (no muy estable en un acorde, pero perfecta al modular para pasar de tonalidad mayor a menor o viceversa).
El acorde de séptima con novena aumentada (fundamental - tercera - quinta - séptima - novena aumentada) también se conoce en el blues como acorde mayor/menor, ya que la novena aumentada se corresponde con la tercera menor a partir de la fundamental. Este acorde es altamente inestable, pues no define la modalidad del acorde, al contrario, la confunde (puede decirse que es a la vez mayor y menor), aunque usado con maestría puede dar buenos resultados. No debe tomarse a la ligera pues su mal uso puede resultar desastroso para la armonía de una canción.
- Cuarta o oncena/undécima: llamada más comúnmente oncena por la misma razón que la novena, es más fácil de confundir que ésta, pues poniéndola como bajo, la fundamental del acorde original corresponde a su quinta, y esta es la más estable de las consonancias entre dos notas.

- Sexta o trecena/decimotercera: Esta ―a diferencia de las demás― es conocida con frecuencia de ambas formas, por ser la relativa menor (siempre hablando de escalas mayores, pues si fuera una escala menor esta relativa sería mayor) y tener un gran potencial para la modulación entre escalas, ya que se encuentra a una tercera menor por debajo de la fundamental. Nótese que el acorde de decimotercera mayor superpone las 7 notas de la escala (do, re, mi, fa, sol, la y si en el caso de la escala de do) por terceras (do - mi - sol - si - re - fa - la, en el mismo ejemplo).

## Tipos de acordes posibles y su nomenclatura anglosajona

Do aumentado en estado fundamental.

Do séptima en estado fundamental.

La bemol disminuido (con séptima).

Do sostenido disminuido (con séptima disminuida) en estado fundamental.

Do sexta en estado fundamental.

En la práctica, cualquier combinación de 3 o más notas diferentes dentro del orden de una composición puede considerarse un acorde. Entre los acordes más usados están los siguientes (indicados en estado fundamental (véase Inversiones, más abajo):
- De 3 notas: mayor (fundamental, tercera y quinta), menor (m) (fundamental, tercera menor y quinta), con cuarta suspendida (4sus, sus4 o sus) (fundamental, cuarta y quinta), disminuido (dim, °) (fundamental, tercera menor y quinta disminuida), aumentado (+) (fundamental, tercera y quinta aumentada) y con segunda suspendida (2sus, sus2) (fundamental, segunda y quinta).
- De 4 notas: séptima dominante (7) (fundamental, tercera, quinta y séptima (menor)), menor séptima (m7) (fundamental, tercera menor, quinta y séptima (menor)), séptima mayor (Maj7 o 7M) (fundamental, tercera, quinta y séptima mayor), menor séptima mayor (mMaj7, m7M) (fundamental, tercera menor, quinta, séptima mayor), séptima con cuarta suspendida (7sus4 o 7sus) (fundamental, cuarta, quinta y séptima (menor)), disminuido (propiamente dicho) o con séptima disminuida (dim7, °7, Ø7 o dim en determinados contextos) (fundamental, tercera menor, quinta disminuida y sexta), séptima con quinta bemol (7♭5, 7(♭5) o 7-5) (fundamental, tercera, quinta disminuida, séptima (menor)), séptima con quinta aumentada (7♯5, 7(♯5) o 7+5) (fundamental, tercera, quinta aumentada, séptima (menor)), menor séptima con quinta bemol o semidisminuido (m7♭5, m7(♭5) o m7-5) (fundamental, tercera menor, quinta disminuida, séptima (menor)), menor séptima con quinta aumentada (m7♯5, m7(♯5) o m7+5) (fundamental, tercera menor, quinta aumentada, séptima (menor)), sexta (6) (fundamental, tercera, quinta y sexta), menor sexta (m6) (fundamental, tercera menor, quinta y sexta), sexta con cuarta suspendida (6sus4 o 6sus) (fundamental, cuarta, quinta y sexta), con novena o con novena añadida (add9) (fundamental, tercera mayor, quinta y novena (o segunda en la siguiente octava)), menor con novena o menor con novena añadida (madd9) (fundamental, tercera menor, quinta y novena), con undécima o con undécima añadida (add11) (fundamental, tercera, quinta y undécima (o cuarta en la siguiente octava)).
- De 5 notas: novena (9) (fundamental, tercera, quinta, séptima (menor) y novena), menor novena (m9) (fundamental, tercera menor, quinta, séptima (menor) y novena), sexta con novena o sexta con novena añadida (6/9, 6add9, 69) (fundamental, tercera, quinta, sexta y novena), menor sexta con novena o menor sexta con novena añadida (m6/9, m6add9, m69) (fundamental, tercera menor, quinta, sexta y novena), novena con cuarta suspendida (9sus4, 9sus) (fundamental, cuarta, quinta, séptima (menor) y novena), novena mayor (Maj9 o 9M) (fundamental, tercera, quinta, séptima mayor y novena), menor novena mayor (mMaj9) (fundamental, tercera menor, quinta, séptima mayor y novena), séptima con novena aumentada (7♯9, 7(♯9) o 7+9) (fundamental, tercera, quinta, séptima (menor) y novena aumentada), séptima con novena bemol (7♭9, 7(♭9) o 7-9) (fundamental, tercera, quinta, séptima (menor) y novena disminuida), séptima con decimotercera o séptima con decimotercera añadida (7add13) (fundamental, tercera, quinta, séptima (menor) y decimotercera (o sexta en la siguiente octava)).
- De 6 notas: undécima (11) (fundamental, tercera, quinta, séptima (menor), novena y undécima), menor undécima (m11) (fundamental, tercera menor, quinta, séptima (menor), novena y undécima), undécima con novena aumentada (11♯9 o 11(♯9), 11+9) (fundamental, tercera, quinta, séptima (menor), novena aumentada y undécima), undécima con novena bemol (11♭9, 11(♭9)), 11-9) (fundamental, tercera, quinta, séptima (menor), novena disminuida y undécima), menor undécima con novena aumentada (m11♯9 o m11(♯9), m11+9) (fundamental, tercera menor, quinta, séptima (menor), novena aumentada y undécima), menor undécima con novena bemol (m11♭9, m11(♭9)), m11-9) (fundamental, tercera menor, quinta, séptima (menor), novena disminuida y undécima), undécima mayor (Maj11) (fundamental, tercera, quinta, séptima mayor, novena y undécima), novena con sexta o novena con sexta añadida (9add6, 9/6, 96) (fundamental, tercera, quinta, sexta (o decimotercera en la octava anterior), séptima (menor) y novena).
- De 7 notas: decimotercera (13) (fundamental, tercera, quinta, séptima (menor), novena, undécima y decimotercera), menor decimotercera (m13) (fundamental, tercera menor, quinta, séptima (menor), novena, undécima y decimotercera), decimotercera mayor (Maj13) (fundamental, tercera, quinta, séptima mayor, novena, undécima y decimotercera), decimotercera con novena bemol (13♭9, 13(♭9) o 13-9) (fundamental, tercera, quinta, séptima (menor), novena disminuida, undécima y decimotercera), decimotercera con novena aumentada (13♯9, 13(♯9) o 13+9) (fundamental, tercera, quinta, séptima (menor), novena aumentada, undécima y decimotercera), decimotercera con undécima aumentada (13♯11) (fundamental, tercera mayor, quinta, séptima, novena (o segunda), undécima aumentada (o quinta bemol) y decimotercera (o sexta)).

Siguiendo la misma lógica de los tipos de acordes anteriores, son posibles muchas otras combinaciones de intervalos que dan lugar a tipos aún menos estables, de uso general menos frecuente, como puede ser, por ejemplo, el menor decimotercera mayor con novena bemol y quinta aumentada (mMaj13♭9♯5) (fundamental, tercera menor, quinta aumentada, séptima mayor, novena (o segunda) disminuida, undécima (o cuarta) y decimotercera (o sexta)). Otras combinaciones no listadas anteriormente: con segunda o con segunda añadida (add2 o 2), con cuarta o con cuarta añadida (add4 o 4), menor con segunda o menor con segunda añadida (madd2 o m2), etc.
Hay acordes que no se usan; por ejemplo, un acorde de undécima con decimotercera aumentada no tendría sentido, pues la decimotercera aumentada equivale a la séptima natural con una octava de diferencia, con lo que el acorde presentaría dos séptimas naturales redobladas (cada una en una octava diferente) y consecuentemente pasaría a ser un acorde de undécima. De modo similar, los acordes con segunda bemol tampoco se usan, y en su lugar se habla de acordes con novena bemol. En cambio, sí tiene sentido, por ejemplo, hablar de un acorde con undécima frente a otro con cuarta suspendida, ya que en el primer caso el acorde consta de intervalos de tercera y de undécima (igual a cuarta con una undécima de diferencia) simultáneamente, mientras que en el segundo la tercera ha desaparecido para ser sustituida por la cuarta, con lo cual no existe redoble de notas en ninguno de los dos casos (es decir, todas las notas son diferentes entre sí en ambos acordes). También es válido el acorde con cuarta (add4 o 4), aunque en definitiva puede considerarse una inversión del acorde con undécima (add11), acorde que preferiblemente suele aparecer en las composiciones. Por otro lado, el acorde de menor sexta con quinta bemol (m6♭5) se conoce mejor como disminuido o con séptima disminuida (dim7).
La idea que se sigue en casos como los de los acordes con novena bemol y con undécima en lugar de con segunda bemol y con cuarta, respectivamente, es la de evitar que el acorde presente dos notas con un único semitono de diferencia y en la misma octava, lo cual produciría un sonido bastante más disonante que el que se produce cuando existe, además de ese semitono, una octava completa entre ambas notas.

## Inversiones

Acorde de do mayor en estado fundamental y en primera y segunda inversiones.

Cualquier nota de un acorde puede ser cambiada de una octava a otra, en un proceso llamado inversión. A través de este proceso de inversión se logra una variedad de texturas. Cada inversión viene definida por el bajo (nota más grave) de las que forman el acorde. Son irrelevantes para cada inversión, por consiguiente, tanto el orden de las notas, como su aparición o no en el acorde, con excepción de la más grave.
En acordes de tres notas existen solamente tres tipos de inversiones:
- Estado fundamental: realmente no es una inversión sino el acorde en su estado natural, con la nota fundamental en el bajo.[5] Ejemplos para el do mayor son:

- do2, mi2, sol2;
- do2, sol3, mi4;
- do2, mi3, sol3; etc.

- Primera inversión, con la tercera en el bajo.[6] Ejemplos para el do mayor son:

- mi2, sol2, do3;
- mi2, do3, sol3;
- mi2, sol3, do4; etc.

- Segunda inversión, con la quinta en el bajo.[6] Ejemplos para el do mayor son:

- sol2, do3, mi3;
- sol2, do3, mi3;
- sol2, do3, mi3; etc.

Con los acordes de más de tres notas pueden considerarse más inversiones, dependiendo del número de notas en el acorde, a saber, 4, 5 y 6 inversiones para acordes de 5, 6 y 7 notas, respectivamente. Para un acorde de cinco notas existen cuatro tipos de inversiones:
- Estado fundamental, con la fundamental en el bajo. Ejemplos para el do novena son:

- do2, mi2, sol2, si♭2, re3;
- do2, sol2, si♭2, re3, mi3;
- do2, si♭2, re3, mi3, sol3;
- do2, mi2, si♭2, re3; etc.

- Primera inversión, con la tercera en el bajo. Ejemplos para el do novena son:

- mi2, sol2, si♭2, do3, re3;
- mi2, si♭2, do3, re3, sol3;
- mi2, do3, re3, sol3, si♭3;
- mi2, si♭2, do3, re3; etc.

- Segunda inversión, con la quinta en el bajo. Ejemplos para el do novena son:

- sol2, si♭2, do3, re3, mi3;
- sol2, do3, mi3, si♭3, re4;
- sol2, do3, mi3, si♭3, re4;
- sol2, do3, re3, si♭3, mi4; etc.

- Tercera inversión, con la séptima en el bajo. Ejemplos para el do novena son:

- si♭2, do3, re3, mi3, sol3;
- si♭2, re3, mi3, sol3, do4;
- si♭2, mi3, sol3, do4, re4;
- si♭2, do3, re3, mi3; etc.

- Cuarta inversión, con la novena en el bajo. Ejemplos para el do novena son:

- re2, sol2; si♭2, do3, mi3;
- re2, mi2, sol2; si♭2, do3;
- re2, si♭2, do3; mi3, sol3;
- re2, si♭2, do3; mi3; etc.

La regla que suele seguirse a la hora de crear inversiones es no producir intervalos que abarquen dos terceras, si ello es evitable, introduciendo una de las notas del acorde en el espacio de ese intervalo. No obstante, y sobre todo en música contemporánea, esta «regla» no está escrita en piedra. Véase Posición para más información al respecto.

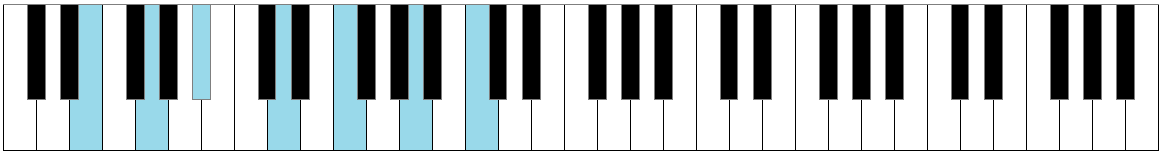
Do decimotercera en inversión simétrica hacia el grave. Se ha desplazado el teclado hacia la derecha dos octavas.

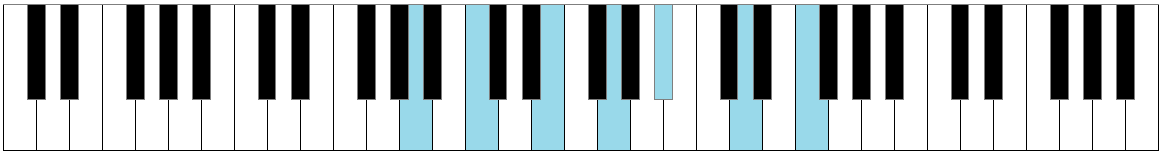
Do decimotercera en inversión simétrica hacia el agudo.

### Otras formas de inversión
Louis Villermin, en su libro Armonía ultramoderna, describe la inversión «simétrica» como aquella constituida por aquel acorde formado desde la nota extrema del de origen, con las mismas distancias exactamente, pero tomadas en sentido inverso.
Los compositores que practican la escritura vertical, dentro de la «Politonía» forman, obviamente, muchas otras combinaciones armónicas, de clasificación imposible por su elevado número y variación.

### Explicación práctica de las inversiones
Dentro de la música, ya sea tonal, modal o atonal, la cohesión de las notas en determinado momento puede entenderse de dos maneras: horizontal o verticalmente. Esto quiere decir que la música puede entenderse desde el punto de vista de la armonía o del contrapunto. Al hablar de armonía, se piensa en las notas de un acorde como un grupo que es atacado en un mismo instante, lo que es útil si uno busca la sensación de «bloque» o «pared». En cambio, si uno busca entender una progresión armónica como varias líneas musicales simultáneas, y que a veces tienen sentido en un mismo instante, es posible llegar a obtener piezas mucho más líricas, o en donde se perciba una sensación de «fluir».
Así pues, cuando se interpreta una sucesión de acordes, existen dos modos de hacerlo: en bloque, atacando cada acorde en su estado fundamental, o mediante diferentes inversiones, dejando notas en común entre uno y otro acorde para producir la sensación de líneas melódicas moviéndose.
Para aclarar un poco más esto; aquí un ejemplo:
Cadencia IV-V-I en do mayor (fa mayor - sol mayor - do mayor):
- «Acórdica o plaqué, sin inversiones»

IV - fa, la, do (fa mayor en estado fundamental).
 V - sol, si, re (sol mayor en estado fundamental).
 I - do, mi, sol (do mayor en estado fundamental).
- «Lineal o melódica, con inversiones»

IV - do, fa, la (fa mayor en segunda inversión).
 V - si, re, sol (sol mayor en primera inversión).
 I - do, mi, sol (do mayor en estado fundamental).
Para entender la explicación lineal o melódica, léanse de arriba abajo las notas de los tres acordes (do si do; fa re mi; la sol sol) y nótese la menor movilidad, y, por tanto, la mayor expresividad, de la progresión armónica.

## Posición
La posición de los acordes, según tengan las voces más o menos alejadas entre sí, se define con las siguientes denominaciones:
- Disposición unida, estrecha, cerrada, compacta: las tres voces superiores, exceptuando el bajo, quedan encerradas en un límite más reducido que el de la octava.[9] Ejemplos para el do mayor en estado fundamental:

- do1 - mi2 - sol2 - do3 (hay un intervalo de sexta entre mi2 y do3);
- do1 - do2 - mi2 - sol2 (hay un intervalo de quinta entre do2 y sol2);
- do1 - sol1 - do2 - mi2 (hay un intervalo de sexta entre sol1 y mi2).

- Disposición espaciada, ancha, abierta, larga: la separación entre las tres voces superiores, exceptuando el bajo, es mayor que la octava.[10] Ejemplos para el do mayor en estado fundamental:

- do1 - sol1 - mi2 - do3 (hay un intervalo de undécima entre sol1 y do3);
- do1 - do2 - sol2 - mi3 (hay un intervalo de décima entre do2 y mi3);
- do1 - mi2 - do3 - sol3 (hay un intervalo de décima entre mi2 y sol3).

- Disposición mixta, semiancha, puente: las tres voces superiores se encuentran a la distancia exacta de una octava.[11] Ejemplos para el do mayor en estado fundamental:

- do1 - mi2 - sol2 - mi3 (hay un intervalo de octava entre mi2 y mi3);
- do1 - sol1 - mi2 - sol2 (hay un intervalo de octava entre sol1 y sol2).

Una posición especial es la llamada clúster tonal, que consiste en varios semitonos de la escala cromática consecutivos, varias notas de la escala diatónica o pentatónica consecutivas, o varios microtonos consecutivos. Ejemplos:
- do2 - do♯2 - re2 - mi♭2 - mi2 (escala cromática);
- do2 - re2 - mi2 - sol2 - la2 - do3 (escala pentatónica);
- do2 - re2 - mi2 - fa2 - sol2 (escala diatónica).

## Bajo alterado

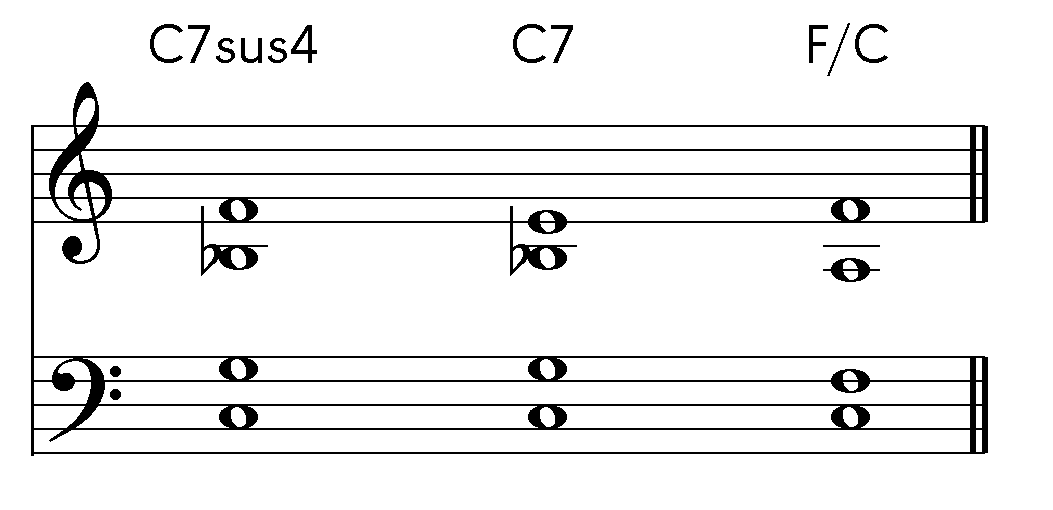
Progresión armónica de tres acordes. Nótese el bajo alterado del tercer acorde.

En las composiciones, los sonidos musicales más graves del conjunto, como pueden ser los del pedalero del órgano, del bajo, del bajo sintético, o de la cuerda más grave de la guitarra, representan el bajo (nota más grave) de cada acorde. Cuando se trata de un acorde invertido, dicho bajo no coincide con la nota fundamental, y, por lo tanto, con la tonalidad del acorde. Esto se refleja en la partitura musical con una notación especial en la que la nota del bajo viene indicada a continuación del acorde, separada por una barra oblicua. Ejemplos:
- Dom/mi♭ (Cm/E♭ en notación anglosajona): Acorde de do menor (do - mi♭ - sol) con bajo en mi bemol. El acorde presenta en este caso la inversión mi♭ - sol - do.
- Re7/do (D7/C en notación anglosajona): Acorde de re séptima (re - fa♯ - la - do) con bajo en do. En este segundo ejemplo el acorde presenta la inversión do - re - fa♯ - la.

### Bajo alternado
Se denomina bajo alternado o bajo alterno a aquel bajo de un acorde que, como su nombre indica, alterna entre la nota fundamental y alguno o algunos de sus intervalos. Básicamente lo hace entre la fundamental y la quinta, aunque también es posible que el bajo viaje por otras notas a modo de melodía (a menudo repetitiva cada uno o varios compases), a condición de que el acento rítmico recaiga en la fundamental, o en la fundamental y en la quinta. Ya que suelen constituir un elemento fundamentalmente melódico o rítmico, normalmente no es necesario indicar estos movimientos en la notación como sucedía en los dos ejemplos anteriores. Ejemplos:
- En el do menor (Dom, Cm en notación anglosajona), el bajo puede alternar con patrones como los siguientes:

do (acento) - sol (acento) - do (acento) - sol (acento)..., o bien, otra posibilidad:
do (acento) - mi♭ - sol (acento) - mi♭ - do (acento) - mi♭ - sol (acento)..., etc.
- En la canción «Billie Jean», el bajo empieza moviéndose por los intervalos del Fa sostenido menor undécima (Fa♯m11, F♯m11), con un patrón que se repite cada compás:

fa♯ II (acento) - do♯ II - mi II - fa♯ II (acento) - mi II - do♯ II - si I - do♯ II.

### Bajo independiente
La mayoría de las veces la nota del bajo es una de las notas que forman el acorde o forma parte de una línea de bajo (G > F# > E), pero no son condiciones indispensables. Ejemplos:
- Fa/sol (F/G en notación anglosajona) : acorde de Fa con bajo en sol. Es un acorde ideal para terminar como dominante una línea que empiece en Lam o en Do de una forma épica y emocionante. Compositivamente, su función es hacer una cadencia con una cantidad de tensión que sea satisfactoria de resolver, pero no tan impulsiva que suene al final. Se podría etiquetar como IVadd2, V9sus4 o V11, ya que su función es dominante, pero es en realidad un Fa sin Sol en ninguna parte del agudo, sólo en el bajo. Tener la dominante en el bajo le da un sonido bastante dominante. El acorde de Fa podría considerarse entonces una suspensión o una extensión, ya que es simplemente el 7, 9 y 11 de un acorde de Sol, por loq ue podría considerarse un Sol9sus4. Parte de la belleza de este acorde es su ambigüedad.

- En música pop se usa por ejemplo en The long and winding road (Am | Am/G | · F/G | % | C ...]. Parece haber alcanzado su punto máximo en la música pop en los 70: Carole King lo usa repetidas veces en su álbum Tapestry, Jeff Beck y Rod Stewart en People get ready (Db | Bbm | Gb/Ab | Db), de Curtis Mayfield, Marvin Gaye en What's goin' on (F#m7 | A/B) y los Bee Gees en How deep is your love (Eb7M - Gm7 | Fm7 - C7 | Fm7 – G7 | Ab7M/Bb).
- El acorde también es común en las música gospel. Es denso, pero neutral. A menudo se usa como dominante funcional, pero también se puede usar de otras maneras.
- En un contexto de jazz, generalmente se etiquetaría como Gsus, y sería una alternativa común a un séptimo acorde dominante regular como G7. Muchos pianistas de jazz tocan un acorde intermedio entre el Gsus y el acorde C7M (Bill Evans hace muy a menudo algo como Gsus > G7b9 > C7M) con un buen movimiento de voz cromático (A > Ab > G). [[Herbie Hancock] también lo usa mucho, pero añadiendo la quinta; ese acorde a menudo se escribe como Dm7/G o G9sus4.
- También en música clásica se pueden encontrar algunos usos en Debussy y Ravel, aunque probablemente lo habrían pensado de manera un poco diferente: por ejemplo, compás 5 de Reflets dans l'eau de Debussy, o el final mismo del Menuet de Ravel de Le Tombeau de Couperin.

- Lam/fa♯ (Am/F♯ en notación anglosajona): acorde de La menor (la - do - mi) con bajo en fa sostenido. En este ejemplo, si se considera el bajo como parte del acorde, el resultado es un la menor sexta con bajo en fa sostenido (Lam6/fa♯, o Am6/F♯). Se considerará uno u otro acorde dependiendo del contexto; véase el siguiente ejemplo ilustrativo.

- El acompañamiento al piano de canción «Let it be» en la partitura original puede considerarse como una línea de bajos en contrapunto con una serie de acordes en las octavas más agudas. Agrupando en acordes todas las notas de los dos primeros compases resulta lo siguiente (se usa la notación anglosajona (CDEFGAB) para mayor simplicidad; entre paréntesis se indica la octava relativa a la octava media del piano):

(Tiempo de 4/4, a 75-80 BPM).
Acorde global [1.º compás]: C___________C__________G/F# (sincopado)__G____________G___________
Bajo absoluto [1.º compás]:  C(-2)_C(-1)_C(0)_C(-1)_F#(-2)(sincopado)_G(-2)_G(-3)_(B(-1))_G(-2)
Acorde global [2.º compás]: Am____Am____Am7/G_FMaj7_______F6_________
Bajo absoluto [2.º compás]:  A(-3)_A(-2)_G(-3)_F(-3)_F(-2)_F(-1)_F(-2)
A destacar que, del acorde de G/F♯ (Sol/fa♯) transcrito en nuestra lista de acordes, sólo existe realmente en la composición una nota, el fa♯ (F(-2)), aunque, por razones de armonía, esta nota bien puede interpretarse como un anticipo (síncopa) del siguiente acorde (Sol, G) en la parte débil (en concreto, la última semicorchea) del primer compás. A continuación se muestra por qué transcribimos ese acorde y no otro.
1) Si englobamos las tres notas del Sol mayor (sol - si - re, que hemos dicho que realmente no existen) y la nota fa sostenido del bajo anteriormente citada, nos aparece el acorde de Sol séptima mayor (SolMaj7, GMaj7); podemos reinterpretar la canción tocando las cuatro notas de ese acorde y el resultado seguirá siendo razonablemente armónico y fiel a la canción original.
2) En cambio, si interpretamos la nota fa♯ como parte de un acorde (realmente inexistente, también) afín al acorde anterior (do mayor, C, do - mi - sol), nos aparecen las posibilidades do con quinta bemol (C♭5, do-mi-fa♯) y do con undécima aumentada (C(+11), Cadd♯11, do - mi - fa♯ - sol), acordes ambos bastante raros y más disonantes que el sol séptima mayor de la primera opción.
3) También podríamos probar con otros acordes que resultarían incluso más consonantes, pero, sencillamente, sucede que la armonía de la canción original (los acordes que sí existen explícitamente) no nos los sugiere, por lo que si los incluyésemos estaríamos creando algo nuevo que no existe en la armonía original.
4) Además, al interpretarse como síncopa del acorde siguiente, no se crea el cambio de ritmo que otro acorde produciría por convertirse en un nuevo acento en el compás («a x x x a x x a»), cambio de ritmo que tampoco existe en la canción original («a x x x a x x x»). Por este motivo, hemos evitado usar la notación GMaj7/F♯ y en su lugar hemos escrito G/F♯.
Otra posibilidad es considerar la nota F♯ una apoyatura, simplemente, sin asociarle ningún acorde. La transcripción de acordes es, en parte, un proceso creativo; de hecho es común ver diferentes transcripciones profesionales de una misma canción con distintos niveles de precisión. Para el ejemplo anterior, una transcripción más sencilla, perdiendo parte de los matices originales, podría ser:
C - C - G - G - Am - Am - F - F.
Usando un bajo que no pertenece a la secuencia armónica del acorde se consiguen algunos efectos interesantes. Por ejemplo, un acorde de Solm7/do (Gm7/C) equivale a un acorde de Do11 (C11) al que se ha eliminado la tercera y que por lo tanto presenta la ambigüedad de no ser ni mayor ni menor. A falta de referencias, podemos percibirlo como ambiguo, y con las referencias adecuadas en alguno o algunos de los acordes circundantes o en la melodía, podemos percibirlo como mayor o como menor, con lo cual se consigue un efecto similar al del Do11 o Dom11 pero con una nota menos, al tiempo que son posibles efectos como el de que la melodía lleve las riendas de la modalidad mayor o menor del acorde. De igual modo, un acorde de mi♭Maj7/do (E♭Maj7/C) equivale a un acorde de do13 (C13) con la tercera y la quinta eliminadas.
Otro efecto posible con el bajo alterado es el de conseguir mediante el bajo una línea melódica independiente de la progresión armónica.

## Acordes equivalentes
Como se ha indicado anteriormente, el orden de las notas de un acorde no es determinante, aunque sí su tono fundamental. Por este motivo, en ausencia de un tono fundamental algunos acordes son equivalentes entre sí. Algunos ejemplos:
- Un acorde menor sexta equivale, con la fundamental en la sexta, a un menor séptima con quinta bemol. Así, el Solm6 (o Gm6) en estado fundamental (sol - si♭, re, mi) equivale al Mim7♭5 (o Em7-5) en primera inversión. Por lo tanto, puede afirmarse que Solm6 (Gm6) = Mim7♭5/sol (Em7♭5/G), o que Mim7♭5 (o Em7♭5) = Solm6/mi (o Gm6/E). (Véase Bajo alterado, arriba de esta sección). La elección de una u otra opción depende, como se ha visto en la sección anterior, de las circunstancias específicas de la composición, aunque generalmente tiende a adoptarse, cuando no existe otra razón más poderosa, el acorde más simple en cuanto a notación se refiere (en este ejemplo, Solm6 y Mim7♭5, respectivamente).

Análogamente:
- Como se indica en la sección Acordes de séptima, más arriba, a partir de un acorde de séptima disminuida (dim7) y rotando la fundamental, se obtienen otros tres acordes de séptima disminuida.
- Un acorde de sexta equivale, con la fundamental en la sexta, a un menor séptima.
- Un acorde de novena con sexta (o novena con decimotercera) equivale, con la fundamental en la sexta (o decimotercera), a un menor undécima con novena bemol.
- Un acorde de séptima con decimotercera equivale, con la fundamental en la decimotercera (o sexta), a un menor séptima con novena bemol.
- Un acorde de séptima con undécima equivale, con la fundamental en la undécima (o cuarta), a un novena mayor con cuarta suspendida.
- Un acorde de sexta con novena equivale:

- Con la fundamental en la sexta, a un menor séptima con undécima.
- Con la fundamental en la novena, a un novena con cuarta suspendida.
- Con la fundamental en la quinta, a una sexta con novena y cuarta suspendida.

- Partiendo de las notas de un acorde de decimotercera, y rotando la fundamental, pueden formarse numerosos acordes equivalentes, dos de los cuales son de uso muy común:

- Con la undécima (o cuarta) como bajo, se obtiene un decimotercera mayor.
- Con la quinta como bajo, se obtiene un menor decimotercera.
- Con la séptima como bajo, se obtiene un decimotercera mayor con undécima aumentada.
- Con la novena (o segunda) como bajo, se obtiene un menor undécima con decimotercera bemol.
- Con la decimotercera (o sexta) como bajo, se obtiene un menor undécima con novena y decimotercera bemoles.
- Con la tercera como bajo, se obtiene un menor undécima con quinta, novena y decimotercera bemoles.

## Clasificación de los acordes según el ataque de sus notas
- Acorde «compacto», «sólido», «en bloque», «plegado» o «placado»: las notas son atacadas simultáneamente.[12] Ejemplo: do+mi+sol,...
- Acorde «disuelto», «líquido», «desplegado» o «arpegiado»: las notas son atacadas sucesivamente.[12] Ejemplo: do, mi, sol,...
- Acorde «roto» o «fragmentado»: las notas son atacadas por sucesión de intervalos armónicos.[12] Ejemplo: do+mi, mi+sol, do+sol,...
- Acorde mixto entre «disuelto» y «roto»: no existe terminología para este tipo de acordes.[12] Ejemplo: do, sol, do, mi+sol,...

## Causas que influyen en la percepción de las disonancias
Al analizar una formación armónica, especialmente si es disonante, hay que tener en cuenta todas las causas que pueden contribuir a que las disonancias queden más o menos en evidencia o resulten en mayor o menor grado comprensibles para el oído.
- La disonancia preparada (es decir, tomada por movimiento oblicuo) es siempre más suave que la sin preparar. La preparación, en unas notas extrañas, va a cargo de la nota real, y en otras la realiza la propia nota extraña.[14]
- La disonancia se acusa tanto más cuanto mayor importancia rítmica tiene la nota que da lugar a ella. Por ello, una disonancia en tiempo débil se acusará menos que en tiempo o parte semifuerte, y ésta menos que otra en tiempo fuerte.[15]
- Las disonancias derivadas del semitono (ya sea el propio semitono, su inversión o su ampliación) son más intensas que las que se derivan del tono.[16]
- Cuanto mayor es la separación de las notas en la disonancia, menor es la intensidad de la misma.[17]
- Cuanto mayor es el número de notas intermedias entre las dos que forman la disonancia, menos se manifiesta esta.[18]
- Cuanto más equilibrada es la disposición de la totalidad del acorde, en lo que se refiere a la separación de las voces entre sí, más equilibrada y satisfactoria es también la sonoridad del conjunto.[19]
- Cuanto mayor brevedad existe en el contacto armónico de dos notas en disonancia, menor importancia tiene.[20]

- El timbre de las diferentes notas de un acorde influye en nuestra percepción del mismo. Por ello, no nos suena igual un acorde formado por varios instrumentos que otro por uno solo.[21] Por otra parte, las disonancias irregulares pueden escribirse con mucha menor cautela cuando se producen entre la melodía protagonista y una de las partes constitutivas del acompañamiento, debido a que, como consecuencia de la distinta categoría de ambos, estos se perciben de manera independiente, independencia mucho más destacada si los timbres son distintos y que alcanza su máximo cuando la melodía corre a cargo de la voz humana, tiene un texto y el acompañamiento es instrumental. Gevaert comenta los casos de esta índole con las siguientes palabras:[22]

Su efecto es particularmente intenso cuando se oye el ataque simultáneo de la apoyatura en la parte vocal y de la nota real en la parte aguda del acompañamiento. Este choque bastante rudo, que muchos compositores jóvenes y acompañantes timoratos se esfuerzan, equivocadamente, en evitar, lo practicaba con toda naturalidad Mozart, el parangón de la melodía idealmente suave.

- El efecto de un mismo intervalo disonante (una segunda, una séptima, etc.) no es igual en todos los registros o tesituras. Al ejecutar acordes disonantes al piano, por ejemplo, se observará que en un registro grave la amplitud de la vibración de las cuerdas dará lugar a cierta confusión entre los sonidos, de forma que la disonancia no se percibe clara; parece más un sonido grueso que dos sonidos distintos. En un registro central, los sonidos se acusan con toda su personalidad, y la disonancia se percibe neta y categórica. En un registro agudo, de nuevo se percibe menos y se esfuma con mucha mayor facilidad. Eaglefield Hull escribe, en La armonía moderna:[23]

No se piensa suficientemente en la parte tan importante que juega en Armonía el grado de elevación del sonido. Muchos de los más bellos acordes independientes son posibles únicamente según la región sonora en donde hayan de encontrarse y en la cual les es fácil evaporarse.

- La diferencia de intensidad y volumen de las notas del intervalo también determina la calidad de la disonancia. El matiz es otro aspecto a considerar: no se percibe igual una disonancia en pianissimo que en fortissimo.[24]
- Un factor adicional a considerar es el entorno musical. Al igual que, por un efecto óptico, no vemos igual el blanco sobre negro que el blanco sobre gris, por un efecto auditivo, tampoco oímos igual una disonancia rodeada de consonancias que una disonancia rodeada de disonancias. Una combinación armónica que al comienzo de una composición pueda parecernos agria, nos lo parecerá mucho menos, si el lenguaje general de la composición es francamente disonante, en el transcurso de ésta. El oído se habitúa a las disonancias y reacciona tanto menos cuanto más se insiste en ellas.[25]
- Un tema musical, cuanto mayor es su personalidad y brevedad, mejor se impone al oído y a la memoria. Si el tema se repite, cada repetición nos familiariza más con él, y, a mayor familiaridad, mayor compresión y aceptación del oído para las combinaciones armónicas atrevidas que presente.[26]
- Existe una tesis contrapuntística fuera de toda duda que establece que el interés melódico de las partes se impone al armónico de las relaciones mutuas siempre que aquel es lo bastante fuerte, claro e independiente para que el oído pueda percibirlo de modo concreto.[27]
- Los factores que intervienen en la «música pura» son muy distintos de los que lo hacen en otros géneros. En una sinfonía, las sensaciones son esencialmente musicales, cosa que no sucede en una ópera, ballet, poema sinfónico o canción. En estos últimos, existen otros elementos (escenas visuales, título y letra de la canción, libreto de la ópera, etc.) que realzan la música en sí misma, de tal suerte que la inteligencia establece la necesaria coordinación entre el sonido y su significado, y el resultado es la comprensión por parte del oyente-espectador de efectos musicales que difícilmente podría comprender sin todo ello. Así, por ejemplo, ante la audición de Don Quijote de Richard Strauss, cuando la orquesta describe el balido de los corderos, nuestro oído, auxiliado por la inteligencia, no se sorprenderá por las sonoridades especiales escritas por el compositor ni se nos ocurrirá pensar en la «resolución de las disonancias» o en el análisis armónico del «acorde».[28]
- Los compositores modernos y contemporáneos han buscado y buscan producir sonoridades nuevas, al margen de toda clasificación de acorde definido, por la fusión de diversos sonidos (p. ej., diferentes acordes) en uno solo, mezcla resultante de los diversos combinados. Pero el compositor lucha con inconvenientes que no existen para el pintor. El compositor tiene que intentarlo exclusivamente a base de simultaneidades de distancias de semitono, con el fin de que unas anulen a las otras y aparezca la nueva sonoridad perseguida. Por esta y por otras razones muchos reclaman la introducción en la música cultivada de distancias más pequeñas que el semitono, como los tercios y los cuartos de tono. Hay que tener en cuenta la persecución de esta finalidad, al analizar las columnas de sonidos, aparentemente discordantes, que los compositores escriben. Gran número de veces los resultados para el oyente son muchísimo menos alarmantes de lo que hace presumir la lectura, con cantidad de sostenidos y bemoles.[29]